# M.12 (dirigibile)

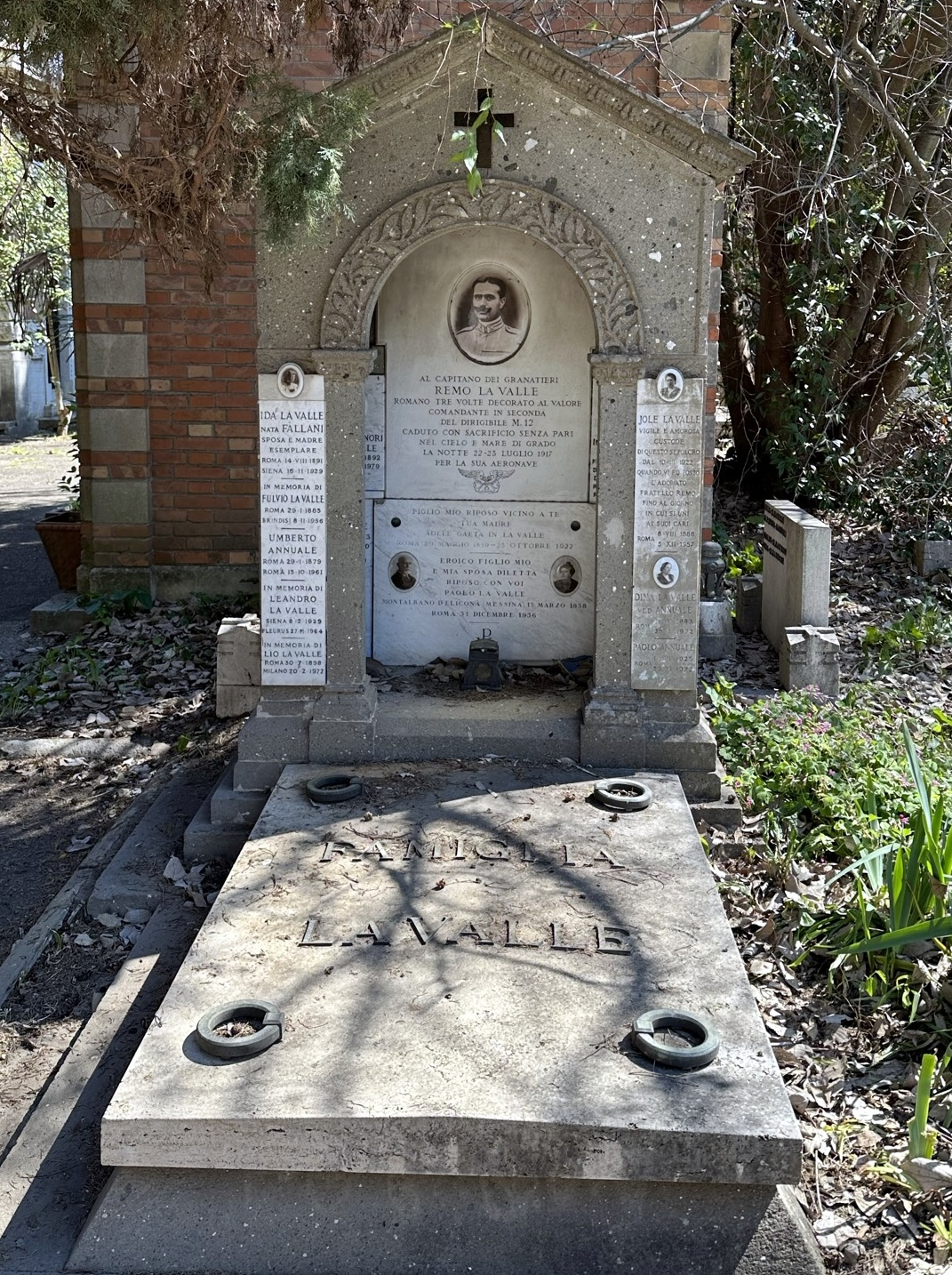
la tomba al cimitero del Verano di Roma dove riposa Remo La Valle

Il dirigibile M.12 era un dirigibile di tipo semirigido costruito in Italia dallo Stabilimento Costruzioni Aeronautiche di Roma nella seconda metà degli anni dieci del XX secolo per scopi militari. L'M.12 apparteneva alla "Classe M", sottotipo da "Alta Quota", progettata dall'ingegnere Gaetano Arturo Crocco. L'aeronave effettuò un totale di 12 ascensioni, di cui una in missione di guerra, per complessive 22 ore e 45 minuti di volo.

## Storia del progetto
Dopo aver prodotto i primi dirigibili della Classe M, fu sviluppato una specifica versione da "Alta Quota", dotata di motori Maybach-Itala D.2 da 220 CV, capace di arrivare ad una quota di 4 500 m con punte fino ai 5 000 m. Lo studio dei nuovi criteri di impiego portò, nel 1917, alla costituzione di un Comando Cantieri Dirigibili retto dal maggiore Giuseppe Valle. Questo comando ebbe, da subito, il compito di stabilire i criteri del loro utilizzo, privilegiando l'azione offensiva contro le basi logistiche del nemico. Il dirigibile M.12, appartenente al "tipo M Alta Quota", dotato di involucro pesante, fu realizzato dalle Officine Savigliano tra la fine del 1916 e l'inizio del 1917. Lo scheletro metallico fu successivamente inviato presso l'aeroscalo di Campi Bisenzio dove fu assemblato e rivestito con l'involucro prodotto presso lo Stabilimento Costruzioni Aeronautiche di Roma. La prima ascensione avvenne a Firenze il 27 aprile 1917, al comando del capitano Tullio Biffi, con a bordo il progettista tenente colonnello Gaetano Arturo Crocco. Durante l'ascensione dell'8 maggio venne provato l'armamento di bordo ed eseguito un bombardamento simulato. I collaudi si svolsero a ritmo accelerato: il 12 maggio l'aeronave raggiunse una quota di 3 750 m; il 15 fu eseguito un bombardamento simulato davanti alla costa di Livorno sganciando da una quota compresa tra i 1 500 e i 2 000 m.

## Tecnica
Si trattava di un dirigibile di tipo semirigido con la navicella, costruita in tubi d'acciaio rivestiti in tela, capace di trasportate 20 persone, appesa al pallone a mezzo cavi collegati ai nodi di una catenaria di cavo d'acciaio, cucita sulla gualdrappa del dirigibile e collegata alla trave rigida di carena. I timoni di direzione erano due, posizionati sulla parte posteriore del dirigibile, ed aventi configurazione biplana.
La propulsione era affidata a due motori Maybach-Itala D.2 a 6 cilindri in linea raffreddati ad acqua, eroganti la potenza di 220 CV ciascuno, posizionati in coppia al centro della navicella ed azionanti eliche quadripala lignee. I propulsori consentivano all'aeronave di raggiungere una velocità massima di circa 65 km/h.
L'armamento si componeva di un cannoncino Vicker-Terni calibro 37/40 mm, tre mitragliatrici e tre pistole mitragliatrici.

## Impiego operativo
L'M.12 venne mobilitato il 23 maggio, e il giorno successivo si trasferì sul campo d'aviazione di Casarsa della Delizia con a bordo lo stesso equipaggio del volo di collaudo. Dopo aver subito l'ispezione finale l'aeronave entrò in servizio operativo il 28 maggio al comando del maggiore Agostoni. Il nuovo comandante eseguì numerose ascensioni di addestramento, ma promosso tenente colonnello dovette cedere il comando al capitano Carlo Gallotti il 12 luglio. Pochi giorni dopo il dirigibile si trasferì a Tauriano di Spilimbergo, sostituendo il similare M.9 ivi dislocato. Nella notte tra il 22 e il 23 luglio decollò, con a bordo 760 kg di bombe, per la sua prima missione bellica che aveva come obiettivo le posizioni austro-ungariche sul massiccio dell'Hermada, in particolare i concentramenti di truppe segnalati ad ovest di Duttogliano e Scoppo. Il decollo avvenne alle ore 24.00, e giunto su Palmanova il dirigibile scaricò la zavorra portandosi da una quota sotto i 2 000 a 3 200 m, oltrepassando l'Isonzo alla confluenza col Torre. Col favore del vento procedette ad una velocità di 90 km/h, compiendo il tragitto di 15 km che separavano l'Isonzo dall'Hermada con l'intenzione di passare in mezzo ai proiettori posizionati uno sull'Hermada e uno sul Monte Terstlji. Procedendo a 3 600 m giunse in vista dell'obiettivo protetto da una foschia che impediva da terra di scorgerlo, quando i due proiettori, cui se ne aggiunse un terzo posto sempre sull'Hermada si misero alla ricerca di aerei nemici. Alle ore 1:40 lanciò regolarmente il suo carico di bombe sulle postazioni di rovescio della posizione sull'Hermada, e con le prime esplosioni i due proiettori furono subito spenti. Al termine delle esplosioni ne fu riacceso uno solo che cominciò a ricercare l'aeronave inquadrandola saltuariamente. Gli austro-ungarici eseguirono un tiro di artiglieria con caratteristiche di interdizione a zona con granate regolate per esplodere ad alta quota contro il dirigibile che si era portato a 4 320 m. A velocità ridottissima, e con un freddo molto intenso, l''M.12 cercò di oltrepassare l'Isonzo, ma pochi chilometri prima dell'obiettivo a bordo dell'aeronave ci si accorse che la pressione all'interno dell'involucro stava diminuendo progressivamente in special modo nei compartimenti estremi di prua e poppa. Il comandante ordinò subito di scendere di quota, ma poco dopo ci si accorse che i piani di coda si erano incastrati in posizione a salire, nonostante l'assiometro del fixator segnasse che erano nella massima posizione a scendere.  Quando anche i timoni andarono in avaria il dirigibile incominciò a girare in tondo, e allora furono spenti i propulsori lasciandosi trasportare dalla corrente aerea. Il dirigibile fu portato rapidamente sul mare, passando 4 km ad est di Punta Sdobba, e nonostante tutti i tentativi fatti, scendendo a 2,5 m al secondo, la navicella toccò la superficie del mare all'altezza di Bocca di Primiero, circa 4 miglia ad est della laguna di Grado. I membri dell'equipaggio riuscirono a segnalare la loro posizione tramite l'uso di una lampadina tascabile, e dopo essere stati inquadrati da un proiettore, da terra arrivò la segnalazione che i mezzi di soccorso stavano arrivando. Circa mezz'ora dopo alcuni MAS arrivarono sul posto, traendo in salvo alle 4:00 il comandante Gallotti, e i sergenti motoristi Eugenio Costa e Silvio Alessi, mentre persero la vita il capitano Remo La Valle e il tenente del genio Silvio Soli i cui corpi vennero successivamente recuperati.
I resti del dirigibile furono successivamente recuperati da un rimorchiatore e da un barcone da carico, con la navicella che venne poi depositata sul Belvedere di Grado. Durante la sua carriera l'M.12 compì in totale 12 voli, dei quali uno di guerra, per un totale di 22 ore e 45 minuti di volo.

## Utilizzatori
Italia
- Regio Esercito

### Annotazioni
1. ↑  Insieme a lui si trovavano sulla navicella il vicecomandante, capitano Massari, il capitano Forges Davanzati posizionato nella postazione del mitragliere sopra l'involucro, il sottotenente Dal Pozzo, i motoristi operaio Cencioni, soldato Massero, soldato Benedetto. Inoltre si trovavano a bordo come passeggeri il capitano Munari e il sergente Fornaciari.
2. ↑  Entrambi vennero decorati con la Medaglia d'argento al valor militare alla memoria, così come Gallotti, mentre Costa ed Alessi ricevettero quella di bronzo.

### Fonti
1. ↑  Pesce 1982, p. 138.
2. 1 2 3 4 5 6 7  Cocconcelli 2016, p. 2.
3. ↑  Pesce 1982, p. 58.
4. 1 2 3 4 5 6 7 8 9 10  Cocconcelli 2016, p. 3.
5. 1 2 3 4  Pesce 1982, p. 56.
6. ↑  Pesce 1982, p. 59.
7. 1 2 3 4 5 6  Cocconcelli 2016, p. 4.
8. 1 2  Cocconcelli 2016, p. 5.
9. ↑  Cocconcelli 2016, p. 6.
10. 1 2 3  Cocconcelli 2016, p. 7.